# 唐沢隆三
唐沢 隆三（からさわ りゅうぞう、1918年5月4日 - 2011年5月6日）は、社会運動研究者・俳人・自由律俳句研究者・作家。「唐沢柳三」の筆名も使用する。石川三四郎に師事する。

## 人物
長野県に生まれる。滋野尋常高等小学校、長野県上田中学校（現：長野県上田高等学校）、純真学園、東京物理学校（現：東京理科大学）を経て、北海道帝国大学理学部数学科を卒業。北海道大学応用電気研究所に勤務。同研究所を退職後、東京に移住し、東京都立桜町高等学校、東京都立北高等学校ほか都立高校の教員を務めた。
出版のためにソオル社を興し、書籍の編集・発行も行った。
上田中学校時代に荻原井泉水の俳句誌『層雲』に参加した。
個人誌『柳』および『美』の発行者。『柳』は、石川三四郎の個人誌『ディナミック』に倣った個人誌で、第57巻第2号（通巻第863号）まで57年にわたって発行され続けた個人誌であった。同誌に掲載された豊富な写真資料も、歴史的に価値のあるものとして評価されている。
日本社会文学会、初期社会主義研究会の会員であった。

## 著編書
- 唐沢柳三編『石川三四郎書簡集』、ソオル社、1957年12月。
- 唐沢柳三『雑文集 馬の足』、ソオル社、1972年7月。
- 唐沢柳三『詩集 ふるさと』、ソオル社、1973年5月。